# Anthocharis cardamines
Anthocharis cardamines là một loài bướm trong họ Pieridae. Loài bướm này được tìm thấy trên khắp châu Âu, và về phía đông đến khu vực ôn đới của châu Á xa đến tận Nhật Bản. 30 năm qua đã chứng kiến một sự gia tăng nhanh chóng trong phạm vi của loài bướm này ở Anh, đặc biệt là ở Scotland và

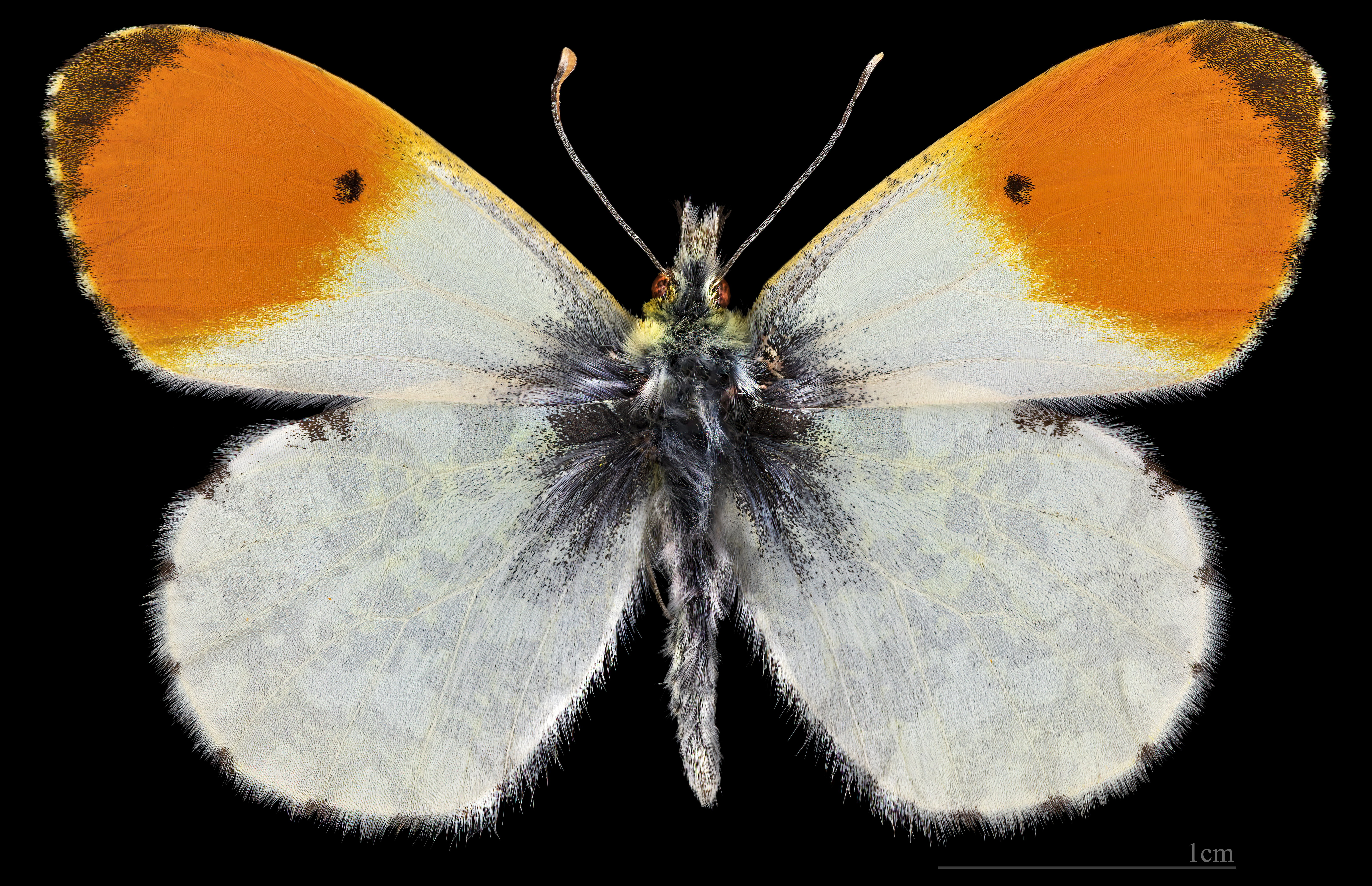
Anthocharis cardamines ♂
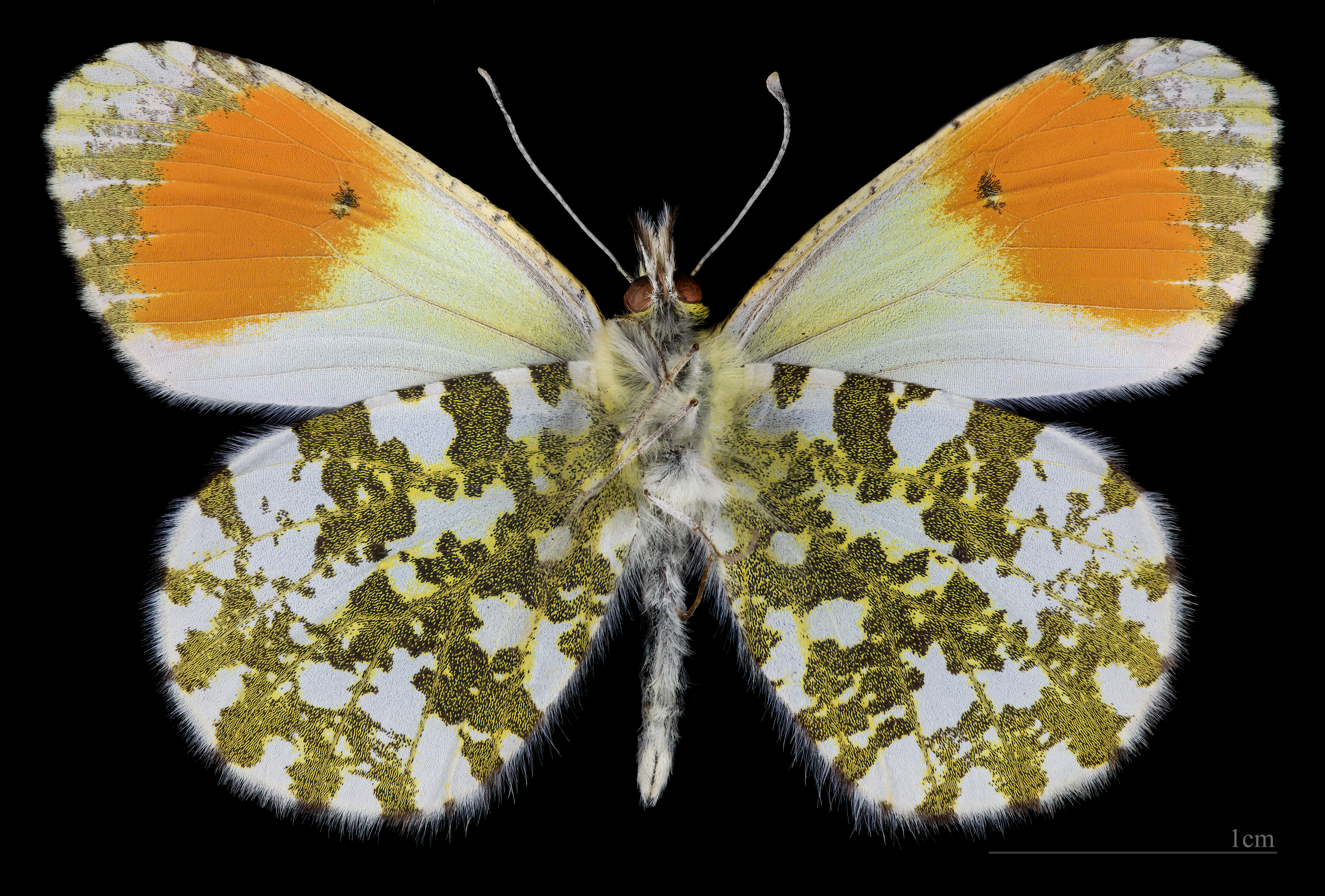
Anthocharis cardamines ♂  △
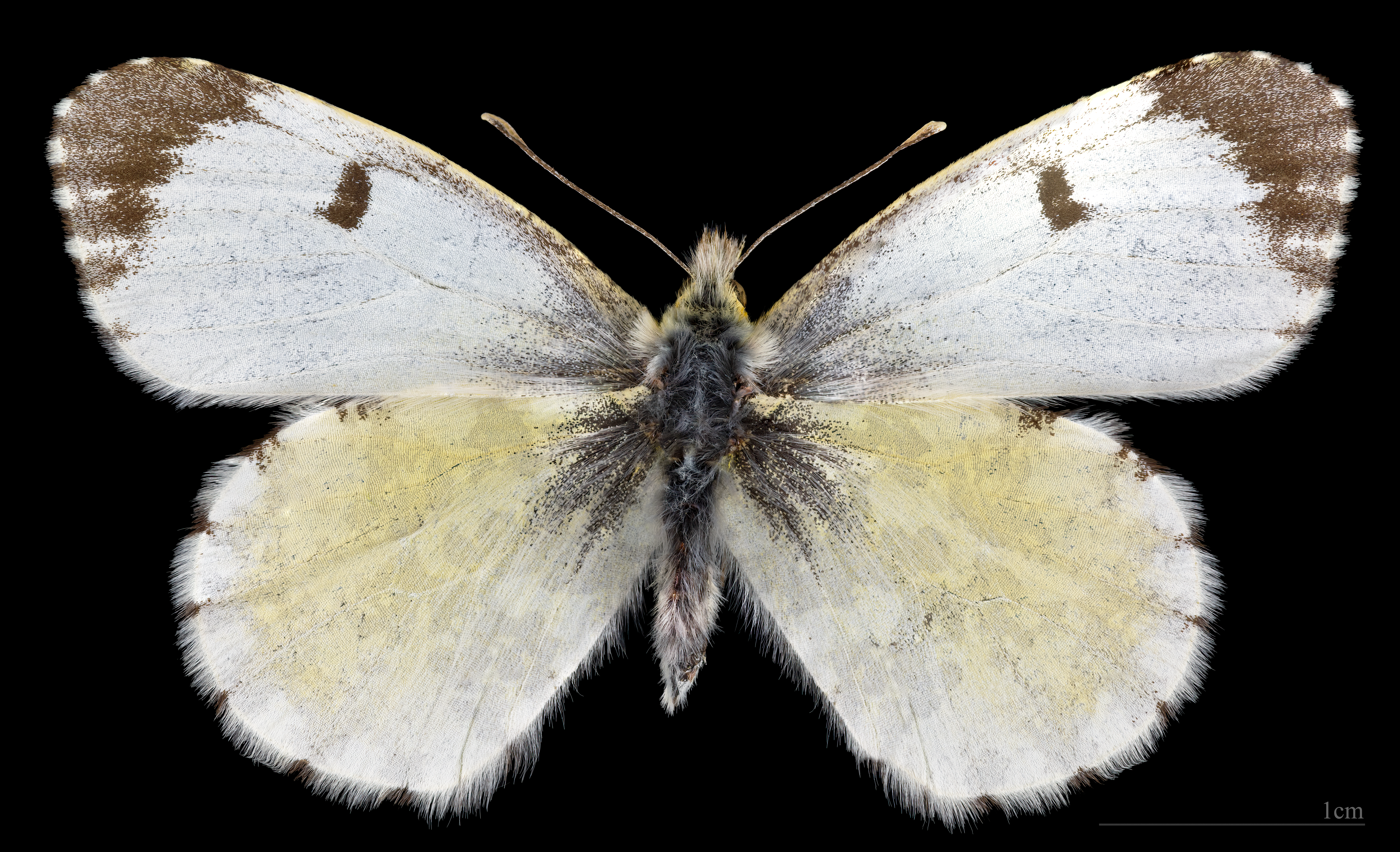
Anthocharis cardamines  ♀
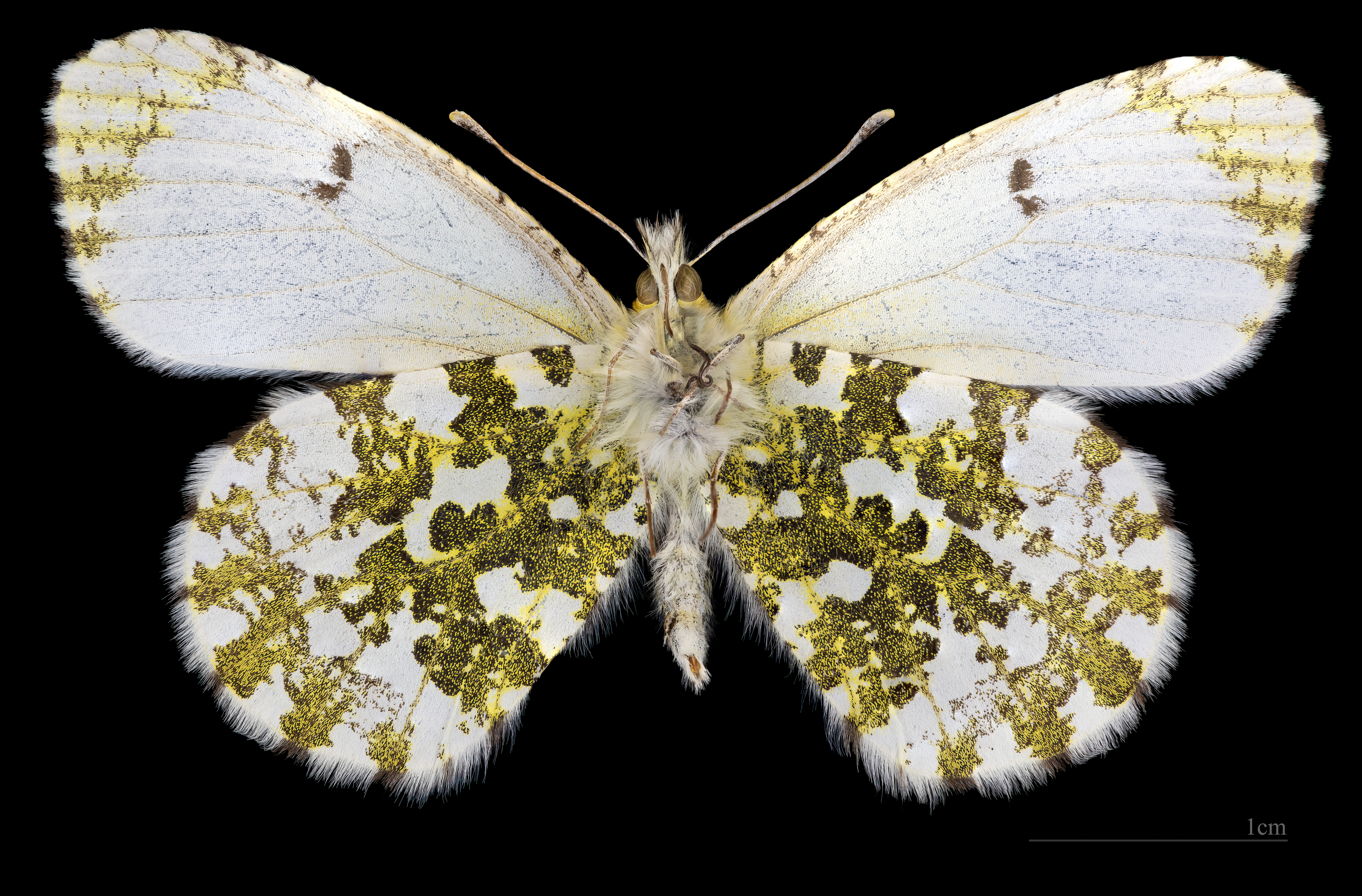
Anthocharis cardamines ♀ △

>

## Phân loài
- A. c. progressa (Sovinsky 1905)
- A. c. septentionalis (Wnukowsky 1927)
- A. c. phoenissa (von Kalchberg 1894)
- A. c. alexandra (Hemming 1933)
- A. c. hibernica (Williams 1915)
- A. c. koreana (Matsumura 1925)
- A. c. kobayashii (Matsumura 1925)
- A. c. isshikii (Matsumura 1925)
- A. c. hayashii (Fujioka 1970)